# Laienapostolat
Unter dem Begriff Apostolat versteht man das Amt der Apostel und damit auch die Sendung der Kirche. 
Der in der römisch-katholischen Kirche übliche Begriff  Laienapostolat, auch nur Apostolat genannt, bezieht sich meist auf den Bereich der tätigen Nächstenliebe und Verkündigung. Laien erfüllen die erste und hauptsächliche Sendung der Kirche, wenn sie ganz aus und in dem Mysterium Christi leben. Dabei gibt es mehrere Sphären: die persönliche Innerlichkeit in Glauben, Liebe, Hoffnung; darüber hinaus wirkt der Christ in seiner christlichen Familie, die eine Kirche im Kleinen darstellt und sich an den öffentlichen Lebensvollzügen der Kirche beteiligt; schließlich kann sich der Laie an der Verkündigung des Glaubens, der Gottesverehrung und der Caritas im Dienst am Nächsten beteiligen. Das Apostolat umfasst alle drei Sphären.

## Historische Entwicklung
Schon in der Alten Kirche war Wohltätigkeit gegenüber den Armen, Kranken, den Kindern und Alten und auch an den Verstorbenen Dienste, in denen die Apostel und Gläubigen sich einsetzten, um dem Vorbild Jesu Christi zu folgen.
In der frühen Neuzeit, angesichts der vielen Änderungen in Kirche und Gesellschaft, kam es zu neuen apostolischen Lebensformen. Ausgehend von Frankreich in der ersten Hälfte des 17. Jahrhunderts, gründeten Vinzenz von Paul und Luise von Marillac die Lazaristen und Töchter der christlichen Liebe. Mit der Entwicklung und institutioneller Festigung der karitativen Institutionen wie Spitäler und Schulen trat das Bewusstsein des Apostolatsauftrages aller Christen in den Hintergrund. Laien engagierten sich zwar durch ihre Mitgliedschaft in Bruderschaften und Zünften am karitativen und apostolischen Wirken der Kirche, doch ging unter ihnen der freiwillige Einsatz stetig zurück.
Im 19. Jahrhundert wurde der apostolische Einsatz unter Laien noch mehr verbreitet. Vinzenz Pallotti unterschied zwischen verschiedenen Formen des Apostolates: Ausbreitung des Glaubens, Erneuerung des Glaubens, Werke der Liebe. Seine Vereinigung, die Pallottiner, in der er alle Menschen verantwortlich in das Apostolat einbeziehen wollte, nannte er „katholisches Apostolat“ im Sinne eines allgemeinen, allumfassenden Apostolates. In der zweiten Hälfte des 19. Jahrhunderts entstand das katholische Verbandswesen, das den gesamtkirchlichen und gesellschaftlichen Auftrag seiner Mitglieder ins Blickfeld rückte.
Um die Wende vom 19. zum 20. Jahrhundert rief Leo XIII. die Katholische Aktion ins Leben, mit der eine weltweite Organisation des Laienapostolates angestrebt wurde. In den 1920er-Jahren wurde die Legion Mariens als Bewegung des Laienapostolats in der katholischen Kirche gegründet.
Das Dekret des Zweiten Vatikanischen Konzils über das Laienapostolat, Apostolicam actuositatem, würdigt die große Bedeutung der Laien am Sendungsauftrag der Kirche. Das Laienapostolat ist Ausdruck des allgemeinen Priestertums der Gläubigen. Das Konzil bestätigte damit eine Entwicklung, die zu dieser Zeit bereits stark herangewachsen war.